# Association européenne des brass bands
L’Association européenne des brass bands (European Brass Band Association, EBBA) organise chaque année le Championnat européen de brass band (European Brass Band Championship, EBBC) réunissant l'élite des brass bands européens.
En 2010, la France était représentée  par le Brass Band NPDC, champion de France en titre.